# Eurysphindus halli
Eurysphindus halli är en skalbaggsart som beskrevs av Mchugh 1993. Eurysphindus halli ingår i släktet Eurysphindus och familjen slemsvampbaggar. Inga underarter finns listade i Catalogue of Life.